# Aketo Nakamura
Aketo Nakamura (中村 明人, Nakamura Aketo),, est un lieutenant-général japonais né le 11 avril 1889 et mort le 12 septembre 1966.
Il dirigea la 5e division japonaise du Kwang, soit 30 000 hommes, lors de l’invasion du Japon en Indochine en 1940.